# Lord Kintyre
Lord Kintyre ist ein erblicher britischer Adelstitel in der Peerage of Scotland.

## Verleihungen
Der Titel wurde am 12. Februar 1626 für Hon. James Campbell, Sohn des Archibald Campbell, 7. Earl of Argyll aus dessen zweiter Ehe, geschaffen. Am 28. März 1642 wurde er zudem zum Earl of Irvine und Lord Lundie erhoben.
Die Lordship Kintyre war im Gegensatz zu den beiden anderen Titeln mit der besonderen Erbregelung verliehen worden, dass sie statt nur an direkte männliche Nachkommen an jeden männlichen Erben („his heirs male whatsoever“) vererbbar sei. Daher fiel der Titel bei Cambells kinderlosem Tod im September 1645 an dessen Halbbruder aus der ersten Ehe seines Vaters, Archibald Campbell, 1. Marquess of Argyll, während das Earldom of Irvine und die Lordship Lundie erloschen.
Dieser 2. Lord Kintyre hatte bereits 1638 seinen Vater als 8. Earl of Argyll, 9. Lord Campbell und 8. Lord Lorne beerbt und war 1641 zum Marquess of Argyll erhoben worden. Ihm wurden seine Titel 1661 wegen Hochverrats aberkannt, jedoch 1663 mit Ausnahme des Marquesstitels seinem Sohn wiederhergestellt. Dessen Sohn wurde 1701 auch zum Duke of Argyll erhoben. Die Lordship of Kintyre ist seither ein nachgeordneter Titel des jeweiligen Dukes.

## Liste der Lords Kintyre (1626)
- James Campbell, 1. Earl of Irvine, 1. Lord Kintyre (um 1610–1645)
- Archibald Campbell, 1. Marquess of Argyll, 8. Earl of Argyll, 2. Lord Kintyre (um 1598–1661) (Titel verwirkt 1661)
- Archibald Campbell, 9. Earl of Argyll, 3. Lord Kintyre (um 1629–1685) (Titel wiederhergestellt 1663)
- Archibald Campbell, 1. Duke of Argyll, 4. Lord Kintyre (1658–1703)
- John Campbell, 2. Duke of Argyll, 1. Duke of Greenwich, 5. Lord Kintyre (1680–1743)
- Archibald Campbell, 3. Duke of Argyll, 6. Lord Kintyre (1682–1761)
- John Campbell, 4. Duke of Argyll, 7. Lord Kintyre (1693–1770)
- John Campbell, 5. Duke of Argyll, 8. Lord Kintyre (1723–1806)
- George Campbell, 6. Duke of Argyll, 9. Lord Kintyre (1768–1839)
- John Campbell, 7. Duke of Argyll, 10. Lord Kintyre (1777–1847)
- George Campbell, 8. Duke of Argyll, 11. Lord Kintyre (1823–1900)
- John Campbell, 9. Duke of Argyll, 12. Lord Kintyre (1845–1914)
- Niall Campbell, 10. Duke of Argyll, 13. Lord Kintyre (1872–1949)
- Ian Campbell, 11. Duke of Argyll, 14. Lord Kintyre (1903–1973)
- Ian Campbell, 12. Duke of Argyll, 15. Lord Kintyre (1937–2001)
- Torquhil Campbell, 13. Duke of Argyll, 16. Lord Kintyre (* 1968)

Titelerbe (Heir apparent) ist der Sohn des aktuellen Titelinhabers, Archibald Frederick Campbell, Marquess of Lorne (* 2004).